# 유키무라 에리
유키무라 에리(일본어: 幸村 恵理 ゆきむら えり[*], 1998년 12월 6일 ~ )는 일본의 여성 성우. 사이타마현 출신. VIMS 소속.

## 출연작

### TV 애니메이션
- 2018년
  - 골든 카무이 1, 2기 - 창부들
  - 별섬의 냥코 - 모모
  - 어떤 마술의 금서목록 Ⅲ - 츠시마
- 2019년
  - 황야의 코토부키 비행대 - 엠마
  - 카구야 님은 고백받고 싶어 - 여학생 C
  - 동거인은 무릎, 때때로 머리 위 - 접수
  - 마나리아 프렌즈 - 학생 D
  - 여고생의 낭비 - 앞머리
  - 바빌론 - 뉴스 캐스터
  - 라이플 이즈 뷰티풀 - 카야모리 스즈
- 2020년
  - 꿈속의 뮤 - 이마이 코토코
  - 하얀고양이 프로젝트: 제로 크로니클 - 마도사
  - 카구야 님은 고백받고 싶어? ~천재들의 연애 두뇌전~ - 여학생
  - 던전에서 만남을 추구하면 안 되는 걸까 Ⅲ - 로리에
- 2021년
  - 일하는 세포!! - 메크로파지 멤버
  - 슬라임을 잡으면서 300년, 모르는 사이에 레벨MAX가 되었습니다 - 300년전의 나탈리
  - 전생했더니 슬라임이었던 건에 대하여 - 레인
  - 꿈속의 뮤 믹스! - 이마이 코토코
  - BLUE REFLECTION RAY - 야자키 유마
  - 트로피컬 루즈! 프리큐어 - 루리
- 2022년
  - 리아데일의 대지에서 - 케나

### 게임
- 알테일 NEO - 미리아, 안드레나, 미스티아, 베린다
- 황야의 코토부키 비행대~대공의 테이크오프 걸즈! - 엔마
- 아이돌 마스터 샤이니 컬러즈 - 마유즈미 후유코
- 두근두근 프레이즈 CLIMAX -NEXT GENERATION- - 후지와라 카논
- 데드 오어 얼라이브 익스트림 비너스 베케이션 - 모니카
- 마기아 레코드 마법소녀 마도카☆마기카 외전 - 치즈 란카
- 벽람항로 - 타르투, 보클랭
- 포켓몬 마스터즈 - 우리
- 키라라 판타지아 - 리코리스
- DNF 듀얼 - 드래곤나이트